# Anísio de Alcântara Rocha
Anísio de Alcântara Rocha ComMM (Palmeiras, 14 de fevereiro de 1923 — Rio de Janeiro, 14 de janeiro de 2014) foi um advogado e político brasileiro filiado ao Partido do Movimento Democrático Brasileiro (PMDB). Por Goiás, foi deputado federal durante três mandatos.

## Biografia
Anísio de Alcântara Rocha nasceu no município brasileiro de Palmeiras no dia 14 de fevereiro de 1923, filho de Alfredo Carlos da Rocha e de Anísia Alcântara Rocha. Anísio foi casado com Angélica Modesta Ribeiro Rocha, já falecida, com quem teve três filhos.
Em 1945 ingressou na Faculdade de Direito do Rio de Janeiro, então Distrito Federal, passando a atuar no movimento estudantil. Tomando parte na campanha pela reconstitucionalização do país, fundou o Comitê Universitário Pró-Candidatura Eurico Dutra à presidência da República e, com a eleição desse candidato em dezembro de 1945, tornou-se seu assessor universitário. Bacharelou-se em direito em 1949.
Transferindo-se para Goiás, em outubro de 1954 concorreu a uma cadeira de deputado federal por esse estado na legenda do Partido Social Democrático (PSD), obtendo a primeira suplência. Exerceu o mandato na Câmara de setembro a outubro de 1955, de dezembro do mesmo ano a dezembro de 1956 e novamente de abril a julho de 1957. Mais uma vez candidato a deputado federal por Goiás no pleito de outubro de 1958, ainda na legenda do PSD, durante sua campanha entrou em atrito com o governador do estado, José Ludovico de Almeida (1955-1959), em decorrência do fato de ter passado telegramas em nome do senador Pedro Ludovico Teixeira recomendando sua candidatura ao eleitorado. Eleito, assumiu sua cadeira em fevereiro de 1959 e em 1961 opôs-se à Instrução nº 204, adotada no governo de Jânio Quadros, estabelecendo amplas modificações na política cambial do país. Em setembro desse ano, após a renúncia do presidente, votou a favor da Emenda Constitucional nº 4, que instituiu o regime parlamentarista como medida conciliatória para propiciar a posse do vice-presidente João Goulart, cujo nome fora vetado pelos ministros militares. Nessa legislatura foi membro da Comissão de Justiça da Câmara dos Deputados e apresentou um projeto que instituía a pena de morte.
Reeleito em outubro de 1962, sempre na legenda do PSD, foi um dos articuladores do movimento político-militar de março de 1964, participando da posse de Ranieri Mazzilli, presidente da Câmara dos Deputados, na presidência da República na madrugada do dia 1º de abril desse ano. Com a extinção dos partidos políticos pelo Ato Institucional nº 2 (27/10/1965) e a posterior instauração do bipartidarismo, filiou-se ao partido de oposição, o Movimento Democrático Brasileiro (MDB), uma vez que seus adversários políticos no estado filiaram-se ao partido governista, a Aliança Renovadora Nacional (Arena). Em 1966 foi um dos principais responsáveis pelo lançamento da candidatura do general Artur da Costa e Silva à presidência da República, constituindo-se no único parlamentar oposicionista a votar no candidato arenista nas eleições indiretas realizadas ainda em 1966. Este fato motivou sua expulsão do MDB. Entretanto, por decisão unânime, o Tribunal Superior Eleitoral não só garantiu o seu voto, contrário à orientação de seu partido, como também considerou ilegal a sua expulsão do MDB. Ainda neste ano, no mês de novembro, elegeu-se primeiro suplente de deputado federal por Goiás, pela legenda do MDB. Deixou a Câmara em janeiro de 1967 e nesse mesmo ano assumiu a presidência do Instituto de Resseguros do Brasil, cargo que ocupou até 1968.
Em janeiro de 1977 assumiu a diretoria de habilitação do Departamento de Trânsito (Detran) do estado do Rio de Janeiro. 
Em 1979 tornou-se diretor da Embramec — Mecânica Brasileira S.A., empresa subsidiária do Banco Nacional do Desenvolvimento Econômico e Social (BNDES), função que desempenhou até 1984.
Em 1993, foi admitido pelo presidente Itamar Franco à Ordem do Mérito Militar no grau de Comendador especial.